# Lind (Washington)
Lind es un pueblo ubicado en el condado de Adams en el estado estadounidense de Washington. En el año 2000 tenía una población de 582 habitantes y una densidad poblacional de 218.7 personas por km².

## Geografía
Lind se encuentra ubicada en las coordenadas 46°58′21″N 118°36′59″O / 46.97250, -118.61639.

## Demografía
Según la Oficina del Censo en 2000 los ingresos medios por hogar en la localidad eran de $40.147, y los ingresos medios por familia eran $40.938. Los hombres tenían unos ingresos medios de $33.625 frente a los $18.000 para las mujeres. La renta per cápita para la localidad era de $16.948. Alrededor del 11,5% de la población estaban por debajo del umbral de pobreza.